# 己巳之變 (崇禎)
己巳之變或稱己巳虜變，是明清戰爭的一部分，明朝崇禎二年（1629年）十月，後金（女真人所建，滿清前身）汗皇太极率兵十餘萬直逼明朝帝都北京，為第一次清兵入塞。崇禎帝令孫承宗、袁崇煥馳援，女真攻至北京城之下，陣斬明將趙率教、滿桂、孫祖壽，大肆劫掠後返回滿洲。事后袁崇煥被崇禎帝凌遲处死，袁麾下之祖大壽等關外兵卒怨生。

## 開端
崇祯二年（1629年），袁崇焕上奏称及后金会绕道蒙古进攻明朝。
十月二十日，皇太极大军抵达蓟州镇长城以北，驻扎在一处蒙古人的城市内。皇太极传令各军，只诛杀反抗的明军，不能诛杀投降的军民。对于投降归顺后金的军民，不要分散他们的家庭，不得强占他们的妇女，不得抢夺他们的衣物，不得破坏他们的房屋、庙宇，不得破坏他们的财产，不得砍伐他们的果树。如果有人违令杀降掠夺，一律鞭打惩罚。另外，切勿随意食用明朝人的熟食和酒，听闻明朝人会使用鸩毒。
各队伍要平衡物资储备和战马喂养，大军赶路时，对瘦弱马匹要喂养粮食，对肥壮的马则以草料饲养。大军休息时，队伍可以搜集粮食喂养肥壮马匹。当收集物资时，必须组成队伍，不能单独行动，各级军官要严加看管。
二十四日，皇太极将后金军分为三路，由台吉阿巴泰、阿济格率左翼前进，台吉岳托及济尔哈朗率右翼前进。皇太极率领中路大军前进。
二十七日，后金军左翼攻破龙井关。皇太极中路占领洪山口、汉儿庄，大军入城休息。皇太极下令，入城休息期间，不许骚扰已经投降的平民。同时，皇太极派遣先锋，抵达遵化城下侦察。 右翼攻陷大安口城。各路后金军一路上击败多次明军队伍。
二十八日，右翼后金军抵达蓟州城外的石门驿站，于郊野扎营，并在郊野击败一队明军，当天石门驿站投降归顺后金军。
当时蓟镇“塞垣颓落，军伍废弛”，后金军没有遇到任何强有力的抵抗，顺利突破长城。

## 清兵入犯

### 遵化战斗
九月，袁崇焕集结一支机动队伍，由谢尚政带队驻守遵化城，希望加强防备。但是蓟州镇的巡抚王元雅，拒绝辽军入城，于是这支机动队伍返回山海关。
十月二十八日，长城的烽火台升起浓烟，火炮声响发出警告，络绎不绝。
此时长城关卡的明军传出消息，进攻者可能为蒙古部落。崇祯皇帝得知消息，传令要求蓟辽总督刘策必须在长城一带堵截后金军队。
当天，山海关的总兵赵率教，集结兵马与各将领出发前往长城战场。
三十日，赵率教带队急行军，三昼夜赶路三百五十里，抵达三屯营并要入城驻守。而三屯营拒绝辽军入城，于是赵率教带队前往遵化城。
当天，皇太极中路军从洪山口出发，直到遵化城五里之外，写信劝降巡抚王元雅。中路各队伍集结在遵化城外扎营。
十一月初一，右翼后金军汇合皇太极于遵化城外。
当天，后金军左翼侦察兵四面巡逻，发现有明军赵率教带队四千精兵，于是左翼进攻明军。明军赵率教且战且退至遵化城下，又遇到军皇太极大军，两路后金军汇合夹击，于是爆发大战。当天的火炮震声隆隆，传至山海关都能听见。结果明军惨败，赵率教阵亡，部分士兵投降归顺了后金军。
皇太极汇合各路大军，开始布置围攻遵化城。
正黄旗的额驸纳穆泰，率领本旗攻击城北的西方。镶黄旗的额驸达尔哈，率领本旗攻击城北的东方。正红旗的额驸和硕图，率领本旗攻击城西的北方。镶红旗的雍舜，率领本旗攻击城西的南方。镶蓝旗的额驸顾三台，率领本旗攻击城南的西方。正蓝旗攻击城南的东方。镶白旗的图尔格，率领本旗攻击城东的南方。正白旗的喀克笃礼，率领本旗攻击城东的北方。
八旗军各自休整队伍，制造云梯盾牌道具。
初三，皇太极巡视遵化城墙，认为很坚固，尤如袁崇焕的宁远城一样。八旗军于城外列阵，一齐竖起云梯，呐喊着前进攻城。
遵化城墙高三丈五，而大多数队伍云梯的长度只有三丈，不足以达到城墙的高度。然而，喀克都里队伍的一座云梯足够高，伊拜牛录部下的，萨木哈图，率先登城。各队伍紧跟着尽数攀登，早晨一战就攻陷遵化城，期間有後金军官在攻城期间阵亡，滿洲正黄旗阿海、 滿洲正白旗音达䕶齐。皇太极赏赐他们的家庭可以世袭军官职位。 攻城期间有两名士兵退缩，于是皇太极逮捕他们，于军中斩首示众。。八旗军入城後大肆屠杀洗劫，只有一些人及時投降归顺八旗军的人能存活。蓟州镇巡抚王元雅兵败，在城中敵樓自杀。
皇太极传令曰：数年来，八旗军都不善于攻打袁崇焕的宁远城。然而这次却打下了遵化城，而且遵化城墙更坚固过于宁远城，要奖赏攻城的勇士。
初八日，皇太极召集众人，犒赏勇士。喀克都里，制造云梯优秀，且督战士兵攀登。皇太极亲自敬酒，升职三等总兵官，赏财宝牲畜。伊拜牛录下，萨木哈图，第一人登上城墙，皇太极亲自敬酒，升职三等总兵官，赏财宝牲畜，赐号巴图鲁，以后家族所犯小罪一律赦免。伊拜牛录下，胡希布，第二登城。赫臣牛录下多礼善，第三登城。伊拜牛录下，毛巴里，第四登城，全都赏财宝牲畜。
十一日，皇太极命参将英古尔岱、游击李思忠、范文程统领军官八员，士兵八百，留守遵化城。皇太极率大军自遵化出发，至郊野驻营。有一蒙古兵杀掠降民，皇太极下令逮捕，并亲自用鸣镝箭射击这蒙古兵。

## 袁崇焕入关勤王

### 山海关内外
十月间，袁崇焕正在辽东锦州城驻扎，收集动物皮肉和训练军队。
二十九日，袁崇焕得知情报，连日奔往山海关调度指挥。
十一月初一，袁崇焕巡视山海关城内民间官府，一切正常。 同时派出书信，令各地队伍挑选精锐士兵到山海关集结。 当时辽军分散于各个城市堡垒，就地驻守补给，平均每处数千士兵。
部分队伍当天抵达山海关，于是袁崇焕吩咐他们前往寻找赵率教，若找到赵率教则汇合优势兵力作战。如果没找到，就等待辽军大队再汇合。
初二，来自宁远锦州各地的一批辽军抵达山海关。到初三，祖大寿亲自率领大批兵马，自锦州抵达山海关。
此时，辽军已经有大量精兵队伍在勤王。
第一批，有赵率教，刘恩方，裕仑，侯体乾，陈维翰，杜弘芳，李居正，赵率伦，赵凤鸣等队伍。
第二批，有张弘谟，张存仁，曹文诏，丁永绶，张外嘉，窦濬，朱梅，郑一麟，王承胤，刘应国，周佑，及刘应邦下中军，王进忠，锺宇下，李应元，何可纲，靳国臣，赵国臣，赵国志，孙辽，罗景荣，陈继，刘抚民，祖大寿，祖可法，祖泽润，祖泽洪等队伍。
第三批，有关外骑兵坐营中军，都司吴襄，参将祖大乐，刘天禄，游击韩大勋，祖可法下中军，李一松，孟道下中军，陈邦选，费惟正中军，李甫明，孙继武下千搃，吴三桂，步兵营参游都，杨春，邹宗武，谢尚政，龚彰，满库，丁国用，蔡佑，刘镇华等队伍。
初四，袁崇焕亲自督军，和祖大寿、何可纲一起，统帅大军入关。二万多步骑兵一路勤王赶路，天空已经开始下雪。
袁崇焕出发之后，山海关依然在不断集结调动兵马。

### 蓟州
初五日，辽军行至抚宁县。抚宁城文官在号召军民防守，袁崇焕支援火器火炮给他们。
初六日，辽军抵达永平府城。此时北京的崇祯皇帝传令，袁崇焕可以指挥各路勤王兵马。 初六夜晚，袁崇焕急行军至滦州城外榛子镇，收到这个授权命令。
初七日，辽军至迁安城外沙河驿站，侦察兵得知三屯营明军已经崩溃逃跑了。
崇祯皇帝得知袁崇焕入关勤王，于是传令曰：卿本职在山海关，心忧蓟州镇而派兵协助防守，一有警报就立刻入关勤王，忠诚和谋略都体现了。卿可以相机进止便宜行事，只要打仗立功，就会有犒赏。
初九日，袁崇焕辽军到达玉田城，发现大部分民众都逃散，十之八九。袁崇焕对当地官员说，“知县是守卫土地的官员，守住才能生存，丧失就会灭亡。官员竟然纷纷先逃走，导致百姓惊慌失措，民居庐舍被烧毁，岂有此理！像丰润知县尽力守城，让百姓安心，才是尽职尽责。玉田城官员都应该斩首，但玉田城不归辽东督师管辖，所以只会将此事报告给蓟辽总督刘策。”次日，袁崇焕辽军从玉田城出发，继续前进。有一批侦察兵在遵化城附近活动，收拢一些逃民，并获得情报三屯营是军官叛乱了，总兵朱国彦自杀，当地军民尽行跑散。
袁崇焕为确保山海关一带到蓟州城的驿站道路，以联血脉，于是布置辽军驻守各地城市。以参将杨春领步兵三千，和游击锺宇队伍驻守永平城。游击满库领步兵二千，驻守迁安城。参将邹宗武领步兵二千，驻守丰润城。游击蔡裕及龚彰兵三千，驻守玉田城。游击刘镇华领步兵二千，驻守建昌城。以朱梅，镇守山海关 。
崇祯皇帝得知遵化沦陷，于是下圣旨，要求袁崇焕在蓟州城附近决战，必须堵截后金军队。
当袁崇焕巡视蓟州城，发现民众疏于备战，并没准备大军活动的物资。若强行汇集大军，各队伍可能会喧嚣并掠夺民间，各队伍若产生矛盾摩擦，明军还没开战就先崩溃了。
袁崇焕又视察各路勤王军，既没进行充分的训练，武器也不坚利，只是仰仗人数，物资消耗巨大，鱼龙混杂，各队伍都不可能齐心协力合作，混在一起会先摩擦内斗。若是分开驻守反而不容易摩擦矛盾。
当时在蓟州城内队伍复杂。有昌平镇尤世威，五千士兵。保定镇曹鸣雷，三千士兵。宣府镇侯世禄，数千士兵。蓟辽总督刘策队伍，辽东督师袁崇焕队伍一万余士兵。
而蓟州城极限是驻守补给一万士兵，例如马世龙驻守蓟州城期间，长期城内也不过一万士兵。
袁崇焕遣散援军，昌平镇尤世威队伍回昌平，宣镇侯世禄队伍驻守三河，保定镇曹鸣雷队伍三千士兵驻守蓟州城内，分散驻守补给。
崇祯皇帝担心密云地区防务，于是传令刘策队伍也离开蓟州，返回密云驻地。
当时，后金军先锋已到蓟州城外，侦察情报。
十二日，明军各处溃兵聚集在蓟州城。辽军派出侦察兵在郊野巡逻，以五十名侦察兵为一队，发现石门驿站已经归顺后金军。巡逻至马伸桥时，遇到后金军一队兵马，双方爆发战斗。后金军的将领，石廷柱，战败受伤。双方伤亡大约各数十。袁崇焕得知战况，立刻奖励战斗的勇士队伍，犒赏白银二百两。这队勇士为祖大寿之子祖泽润的亲兵。
马伸桥在城外二十里，袁崇焕得知后金军大队即将到达，与诸将领在城东楼上严密防守。
崇祯皇帝急于看到胜利，下圣旨催促袁崇焕，曰：卿本职负责辽东，关内的防守失败是他人的责任。但既然卿已经统领兵力前来，务必取得完全胜利。
十三日，清晨，后金军过石门驿站。袁崇焕下令马步兵全部出城，建立军营。突然出现约两百名后金军骑兵，停留在军营的外边。袁崇焕观测四周，发现后金军大队都隐藏而不见踪迹，于是下令炮击，后金军骑兵快速退走。袁崇焕下令辽军一整天都坚守营地。后金军扎营于东南一带，位于茂密的林木和崎岖的山谷。于是后金军在夜晚行动，以黑暗天色作掩护，在蓟州城之外五里行军并扎营。
十四日，辽军派出侦察兵，得知后金军已经转移，正在城外五里的西南一带，于是袁崇焕也率辽军至蓟州城西南一带扎营。
当时后金军抵达通州城外运河，一方面在运河设下营寨，一方面则以威势震撼京师，吸引袁崇焕进行决战。袁崇焕为了避开沿途后金军的埋伏截击，于是绕路至通州城以南的渡口。

### 顺义战斗
十一月十五日，皇太极下令派遣三千士兵作先锋部队前往通州，观察渡口的情况，同时还负责捕捉明军侦察兵。皇太极则率大军自三河县出发。当天先锋捕获了一名汉人，并将其带到了皇太极面前。皇太极询问这名汉人有关明朝军队的消息。该汉人向皇太极报告说：大同、宣府两个边镇总兵的军队都驻扎在顺义县城。皇太极派遣了台吉阿巴泰和台吉岳托，率领二旗满洲军和蒙古仆从军前往攻击该地区。
明朝方面的满桂大同镇军队、侯世禄宣府军队在顺义战败，撤退到北京。侯世禄在顺义大战中受重伤，左臂受伤严重，但他勉力支撑着在十八日回到了北京。
后金军队胜利追击。由于明军撤退得很远很快，所以后金军斩杀的敌人不算太多。战后结算，后金军获得了一千多匹马和一百多只骆驼作为战利品。此外，顺义县城的知县率领当地群众投降后金。
侯世禄的宣府镇军队在撤退途中崩溃，而溃兵一路劫掠民间的村庄。乡民都在笼统地传报：“援兵在抢劫剽掠！”却有乡民错误地将“援”误解成“袁”，说：“抢劫剽掠都是袁崇焕的军队！”溃兵一直劫掠到北京城郊。

### 通州
十六日，袁崇焕于河西务渡口扎营。有一兵擅自取走民家的饼，袁崇焕立即对其斩杀示众。
袁崇焕与辽军将领举行会议，有将领认为运河渡口物资丰富，可以供应大军，先在通州集结队伍，再相机行事。而袁崇焕则表态，如果八旗军继续绕路，最终逼近都城，那都城将面临从未遇到过的民心动荡，而这种动荡又难预料。只有辽军先到达城下，背靠都城，稳定各方，才能控制局面。最终各将领决定前往京师。
辽军有六名侦察兵在前方探路，遇到一群明军逃兵抢劫乡村，于是辽军侦察兵要驱逐逃兵，而逃兵拿兵器开打，伤了辽军五名侦察兵，有一名侦察兵报告给袁崇焕。辽军立刻派兵追捕逃兵，擒获六人逃兵。
十七日夜晚，袁崇焕率军抵达北京城左安门下，于城外韦公寺庙扎营。严令士兵不准骚扰民间，不准破坏民间财物。袁崇焕在韦公寺庙前审判斩杀六名逃兵。
当时袁崇焕队伍属于急行军，第一批队伍只有九千骑兵抵达城下，步兵队伍则要分批次前进，随地扎营休整，抵达都城汇合袁崇焕。袁崇焕队伍因为急行军，士兵和战马都很疲惫，袁崇焕请求入城休息，但崇祯皇帝拒绝辽军入城。
十九日，辽军侦察兵发现，后金军已经抵达城外郊野的高密店。

## 北京城门下战斗
详情参见条目：“德胜门之战”“广渠门之战”“左安门之战”
袁崇煥急行軍三百餘里，比清軍早到二天，九千騎兵先抵达北京城下，步兵不能兼进，崇禎立即召見，大加慰勞，賜御膳和貂裘，袁崇煥請求讓疲憊的士兵入城休整，卻沒被批准，只好駐軍北京廣渠門外。兩日後（11月20日）清晨兩軍在廣渠門外大戰，祖大壽陣于南側，王承允陣于西南側，袁崇煥陣于西側，以战术优势一战将后金左翼大军击溃。满桂则惨败于德胜门。

### 德胜门之战
十一月二十日，皇太极率大军设立营地在北京城北，分为两翼。侦察兵报告皇太极，明军正集结在德胜门等地。皇太极率领右翼的军队前进。另外得到报告称东南边也有明军袁崇焕部队集结，皇太极于是派遣左翼军队前去攻击。
皇太极先派兵侦察德胜门明军，确认是大同总兵官满桂和宣府总兵官侯世禄的军队。皇太极传令，让炮手先靠近射击，引诱明军火炮反击，等待明军的炮火停止，在填装弹药的空隙，后金军大队趁机进攻。然后，大军按照皇太极给出的方略，两路军队进攻。
皇太极亲率大贝勒代善和贝勒济尔哈朗、岳讬、杜度、萨哈廉等，统领满洲右翼四旗，以及右翼蒙古兵，排兵布阵。
于是后金军先发炮轰击。明军枪炮反击至暂时停火。
后金军发动进攻，蒙古兵及正红旗护军从西面突击，正黄旗护军从旁冲杀。
明军崩溃。城上明军火炮射击，但射程短，打不中后金军，只能打中明军满桂，炮击导致满桂队伍很多人死伤。
后金军进攻驱赶明军到狭窄的地方，并消灭了大量明军。有些明军逃离战场，皇太极又派遣亲兵追击斩杀了大量明军溃兵。
根据兵部记录，宣府镇大同镇前后合计派发了一万六千名士兵，勤王北京。
开战前抵达城门下的宣府大同军队，合计士兵一万以上。但是都战败崩溃，或死或逃跑了。满桂的大同镇军队伤亡很多，战后满桂身边还有大约一二百名士兵， 躲藏在了城外一处关羽庙里面。皇帝派人收拾战场上遗留的兵器，并让满桂进入北京城内。 侯世禄的宣府军队则大多逃跑了，而溃兵又掠夺祸乱民间。
此战德胜门溃败的逃兵掠夺民间时，皆伪称自己是袁兵，即袁崇焕辽军。
战役期间，城墙上的京营则用大炮射击，但城上放的炮弹误伤了满桂兵，导致满桂部队遭受了重大伤亡。都察院的官员张道泽对京营总管的李邦华提起了弹劾，言官们也纷纷上书表达意见，最终李邦华被免职，被安排了退休。

### 广渠门之战
当天，袁崇焕、祖大寿率骑兵在广渠门外，有九千骑兵，以及一些步兵队伍。袁崇焕传令，令祖大寿在右翼埋伏于南面森林，王承胤在左翼北面，袁崇焕亲自带中路军，辽军结成“品”字形阵，阙东面以待。
后金军发动攻击，莽古尔泰先派出第一批先锋，攻击袁崇焕中路军，爆发激烈战斗。随即后金军大队开始攻击，由将领阿巴泰、阿济格、多尔衮、豪格带队进攻。
豪格先攻击辽军左翼，而左翼南下汇合中路军，形成大阵。阿巴泰、阿济格、多尔衮，带队从中路进攻辽军大阵。
此时后金军大批队伍拥挤在辽军大阵正面东方，则辽军左翼北方只有豪格队伍。
袁崇焕率领将士，英勇抵御，奋力鏖战。袁崇焕被箭矢射中，但因身穿重甲没被射穿。后金军有精锐队伍突袭到袁崇焕旗帜大纛前。而辽军将领袁升高，带队击败后金军精锐队伍，成功保护袁崇焕旗帜大纛。
有些后金军队伍见到战况惨烈，开始退缩。
战至最炽热阶段，辽军右翼祖大寿，从南面森林突出袭击正面后金军，目标要与辽军大阵一起夹击后金军队伍。
后金军将领莽古尔泰、多铎，带队压阵后方，见此情形立刻派第一批队伍截击祖大寿右翼，但是右翼击退后金军这批拦截队伍，并成功汇合辽军大阵，前后夹击正面的后金军大队伍。
莽古尔泰此时集结全部压阵队伍，继续突击右翼祖大寿，并接应后金军大队伍撤退。期间辽军左翼的豪格队伍没得到接应，于是辽军包围绞杀豪格队伍，豪格苦战许久，后金军才派队伍到左翼接应豪格撤退。
后金军且战且退，辽军追杀发起多次冲击，一直追杀到运河边。战斗从中午打到下午，辽军伤亡大约数百，在夜晚打扫战场完毕才返回营地。祖大寿和袁崇焕的盔甲，都被箭矢射中，有轻伤。
战斗当天早晨，袁崇焕察觉士兵和战马都疲劳饥渴，已经连续三天了，于是派遣亲信旗鼓官传递奏疏，请求城内速发粮草给辽军。战斗结束后，辽军终于收到了一批粮食，有酒肉麦饼。袁崇焕将食物分发士兵，并拿着食物抚慰伤员。此时伤兵都在城外营地，餐霜宿露，无法入城休息。
依据后金记载，八旗军伤亡颇多：图鲁什，与护军同攻，镶黄旗护军二人阵亡，携其尸归。 伊尔登，被射伤七处，重伤二处。色勒，锁骨被射断。 哈宁阿，手被砍一处，箭伤一处，盔伤四处，甲袖刀伤二处，马刀伤二处。 鄂罗色臣，手伤一处，马伤一处。乌赖，进击负伤。 布颜图，率先进击，手被锤击。
此战后金军的蒙古仆从军溃败。一名科尔沁部的蒙古将领，固山贝子索诺木阵亡了。
皇太极处罚一批八旗军官，包括康古礼、章京郎球、韩岱等将领的退缩行为，剥夺职务并罚款赎罪，并对一个总兵官剥夺牛录人口给其弟。 对于蒙古仆从军则严重惩罚，要求必须缴纳大量财宝赎罪。皇太极又下令，犒赏迎战有功的将领。有罪将领的罚款财宝一半，分给有功的将领士兵。

### 左安门之战
随后在十一月二十七日，面对皇太极的八旗军大队，袁崇焕以炮击取得左安门之捷。
十一月下旬，皇太极驻扎于北京城外。当时袁崇焕、祖大寿营于城东南隅，竖立栅木安营扎寨。皇太极得知情报，于是下令八旗军列阵，逼之而营，寻找机会攻击袁崇焕辽军。十一月二十七日，皇太极派遣先锋队伍，试探左安门阵地。 袁崇焕的辽军炮击退之。辽将于永绶，郑一麟营，炮药失火，兵立火中不敢退。袁崇焕当即给赏，每人二十两白银。根据八旗军记载，有正黄旗军官，台弼善，当场阵亡。因为正黄旗是皇太极亲兵部队，左安门之战是明确记载皇太极参与，所以这名军官的阵亡战斗是指左安门之战。
双方短暂接触后，鉴于袁崇焕驻军固守，而且营垒太坚固了，不容易打。同时皇太极希望避免伤亡，保存实力，所以放弃了强攻。

### 南海子
二十九日，袁崇焕于南海子袭营，后金军转移撤离北京，遂解京城之围。同时袁崇焕联络更多辽军步兵汇合，积蓄力量。
当时的南海子，即南苑，为皇家贵族勋戚的园林庄园，后金军在此收集到丰富马匹物资，于是皇太极给各队伍分配马匹物资， 并确保每一个人都能骑马。
北京的勋戚大臣等人对袁崇焕极度不满，纷纷向朝廷告状：“袁崇焕名为入援，却听任后金军劫掠焚烧民舍，不敢前去阻拦，城外的外戚勋臣的庄园土地，例如南海子被后金军蹂躏殆尽。”甚至有许多流言蜚语，污蔑袁崇焕勾结八旗军皇太极。
皇太极对袁崇焕不能战胜，便施用“反间计”，陷害袁崇焕，散播传言袁崇焕勾结八旗军。
十二月初一，后金军开始撤离南海子，到其它地方搜集物资，且猎且行。
辽军侦察兵发现后金军移动，袁崇焕集结队伍，让副将张弘谟带队追踪。辽军全副武装正准备移动，忽然接到了崇祯皇帝的召唤，于是袁崇焕和祖大寿穿戴军装，入城面见皇帝。
崇祯皇帝命令锦衣卫出动，逮捕袁崇焕下诏狱。
祖大寿于夜晚返回军营，通报此事，将士放声大哭，嚎啕哭泣整个晚上。辽军的旗鼓官当场带队离开都城，返回山海关。
初四凌晨，城外六七里的辽军营地哗变。
士兵们口口声声说已经支援京师连日大捷，希望能得到丰厚的赏赐。打了胜仗却不敢说功劳，半个月在城外壕沟露宿却不敢说辛苦。但城上的人却声称辽将和辽人都是奸细，故意用砖头打死三名辽兵，有谢友才、李朝江和沈京玉有三人，并没人出来阻止这个行为。城内跑出士兵，将辽兵砍死六名，有刘成田、汝洪、刘友贵、孙得复、张士功和张友明有六人，但辽军士兵们不敢还手。彰义门的守兵，将辽军的侦察兵抓住，都当作奸细杀了。左安门也抓了辽军侦察兵，索要四十六两白银才放人。
辽军士兵们说这都是因为督师袁崇焕被逮捕了，于是又放声大哭。连日大战，却将督师拿问，有功者没得到晋升和奖赏，阵亡者暴露野外却没棺材安葬，受伤者在冰地上呻吟，立功劳有什么用！士兵们感到冤屈和气愤，但不敢反抗。士兵们表示，既然都城认为辽人是奸细，现在就让都城的人自己去打后金军吧！于是辽军士兵们簇拥着祖大寿，一起返回山海关。
当时袁崇焕在都城集结辽军大约士兵二万人，战马一万一千，尽数同祖大寿离开都城。同时有一批辽军步兵，自山海关出发到通州城外，本要汇合袁崇焕，得知情况后跟祖大寿一起跑回山海关。

## 袁崇焕与反间计
先前清军在北京郊外大举劫掠，袁崇焕兵少不能制，固守营寨，等待主力援军。城外戚畹中贵园亭庄舍惨遭蹂躏，引起戚畹权贵的极度不满，向朝廷告状。清军早先在得知袁崇焕入援后，散布流言：“袁督师约我来。”於是京城内议论纷纷，谣言日炽。明季北略载：“都中又喧言崇焕导虏入犯，上甚切齿。先是，虏出猎，掳我多人。中有二珰，上命侦崇焕者，亦被掳。虏视之，知为珰也，乃设一记，佯为袁遗书约犯边，答云：“知道了，多谢袁爷。”又佯惊云：“乃为珰闻，缚珰亟斩之！”又故遗一奴私放珰归。珰归，上其事。〖批云：此用武穆反间之计〗。上再召崇焕入，即下诏狱。此言周延儒亲语余者，延儒久与虏比，虏每输情，故知其言不诬。”十二月初一，崇祯因中反间计，将袁崇焕下狱。袁崇焕部下闻讯，顿时大愤，全军望城痛哭，三日后，关宁军东溃，情势再度逆转。不久皇太极复至京城安定门，崇祯令大将满桂出战，满桂以兵少婉拒，崇祯不准，于是满桂含泪而出，与清兵在安定门大战。此一战场由皇太极亲自上阵，明军节节败退，大将满桂、孙祖寿战死。清军得知关宁军溃走后大喜，开始写信招降一时激愤不已的袁崇焕部下，但得到袁崇焕手书的关宁军并无投降之意，只有用战功救出自己主帅之意，最后，祖大寿斩杀了皇太极的招降使者。

## 满桂战死
详情参见条目：“永定门之战”
十二月初一日，祖大壽聞訊袁崇焕下狱，頓時大憤，率大軍疾歸山海關，情勢再度逆轉。
崇祯皇帝任命满桂为武经略，催促出战。于是满桂率领四万明军在十二月中旬出征，发生永定门之战。
此一戰場由皇太極親自上陣，明軍節節敗退，大將滿桂、孫祖壽戰死。四万明兵，全军覆没，阵亡尸体三万余。時兵部尚书王洽“应变非所长。骤逢大故，以时艰见绌。遵化陷，再日始得报。帝怒其侦探不明”，遂下獄，隔年四月，病死狱中。

## 刘策攻遵化
崇祯二年十二月中旬，崇祯皇帝命令蓟辽总督刘策，率蓟州明军反攻遵化。根据户部记载，刘策蓟州军这一次出战的开拔费大约白银五万两。
在战役初期。刘策蓟州军收复了一些关卡。并抓获了一些明军叛徒。
据清军记载，刘策于崇祯二年十二月下旬，曾经率领蓟州明军围攻遵化。第一天明军围城，八旗军出战，明军失利。第二天明军再次围城，八旗军再次出战，明军又失利，刘策明军于夜晚撤离遵化。第三天凌晨，八旗军追杀蓟州明军，大约追杀了明军骑兵百余人，步兵一千余人。八旗军将重点的要塞关卡又占据了。
此战明军失利，崇祯皇帝逮捕了蓟辽总督刘策并处死。

## 蓟州之战
十二月中旬，孙承宗在山海关先后发一万七千士兵，向西汇合马世龙支援北京。 至十二月下旬，有一批步兵抵达蓟州。带队的步兵将领为高勋、俞冲霄，于廿七日在蓟州城南五里桥，猝然遭遇八旗军并进行了一场战斗。
根据八旗军纪录，在那一天，皇太极与大贝勒代善、莽古尔泰、贝勒阿巴泰、阿济格、多尔衮、多铎、杜度一同率领护军和五百火器兵前往蓟州，以查看情况。山海关的五千步兵也前来支援蓟州，距离城池约两里远，与八旗军队相遇。明军兵未能进入城内，遂扎营，并布置好车盾、枪炮等阵势。
诸位贝勒亲自率军冲入，将明军击败了。当时皇太极命代善指挥左翼的四旗护军攻击明军的东面，皇太极亲自指挥右翼的正黄旗和红旗护军攻击西面。但是，红旗和镶红旗的护军退缩，规避了进攻应对的敌垒，额驸杨古利率领御前内大臣侍卫以及正黄旗的护军，攻入了明军退避的地方，将其击败。皇太极下令将两面红旗所规避的官员的赎罪之物全部交给杨古利，让他根据功绩分赏给参与进攻的将士们。
在这次战斗中，杜度受了脚伤，阿济格所乘的马被击毙，也损失了一些军官和士兵。例如祝邦成，觉罗阿赖， 觉罗喇达，额尔机根，拉泰，乌儿坤，桑石。
明总兵马世龙受命指挥各路援兵，保卫京师。于是马世龙率领军队进入蓟州城，汇合当地残兵败将，坚守蓟州城市。

## 太平寨之战
孙承宗下令刘兴祚带队辽军进入永平城防守，但是永平城文官表示粮草不足，拒绝刘兴祚辽军入城。
于是刘兴祚只好在郊外相机作战，汇合了附近城市的一些士兵，集结于永平城郊外，总计两千余人。然后策划了一次偷袭营地，刘兴祚安排王维城负责南方，永平城队伍程应琦负责北方，自己则率领800名精锐骑兵占据中路，并派马光远率领步兵枪炮手伏击敌人。随后，他们在十二月二十九号的晚上行军，趁暗夜掩护，偷袭后金军的营地。由于刘兴祚使用后金军的语言和旗帜，让后金军无法分辨，加上各方明军奋勇追击，成功斩杀了许多敌人。后金军逃跑并放弃了所掠夺的妇女和辎重物资。战斗结束后，各明军队伍回归原本城市。
刘兴祚在山海关的西侧连续作战，向孙承宗报告，前后杀敌五百，并截回了许多人和牲畜。孙承宗很高兴，同时下达命令，刘兴祚要谨慎行事，不能因为胜利而轻率进攻。
皇太极率大军从滦河出发，抵达永平城郊外扎营。当晚，后金侦察兵捕获了一个人，带给皇太极。这个人称，刘兴祚已经从山海关抵达永平，带领着数百名士兵。得知后金大军在永平附近，刘兴祚带队前往太平寨。遇到了后金的蒙古兵和掠夺的俘虏，刘兴祚发动袭击，斩杀了五十名后金军蒙古兵，带着二十颗人头前往永平城中，向文官郑国昌请功。而俘虏则自称是永平城营兵，配合刘兴祚作战。之后，皇太极召集了贝勒和大臣们，表示希望能俘获刘兴祚，这价值大于永平城。因为刘兴祚背叛了后金，辜负了皇太极的特殊恩养，并使用诡计逃脱后金，上天会惩罚他。于是皇太极派遣阿巴泰和济尔哈朗，率八名武将，各士兵五百，星夜前往抓捕刘兴祚。
黎明，贝勒阿巴泰、济尔哈朗带队后金军精锐骑兵，追上了刘兴祚和刘兴贤等人的队伍。阿巴泰带队在前方堵路，济尔哈朗则在后面夹击。
当时刘兴祚率领八百骑兵，行军至两灰口，猝然应战。由于驮马跑了，而甲胄在驮马上，刘兴祚未能及时穿上甲胄，但他仍以箭衣抵挡敌人的进攻，从清晨一直战斗到下午，被射中而死。
后金军队在战斗中杀死了刘兴祚，并击败了其麾下部队，俘获了刘兴祚的弟弟刘兴贤。刘兴祚的身体被剥光衣服且裸体丢弃，但他的故交，巴克什库尔缠，则找到了他的尸体，用衣物将其殓葬，并用草席包裹尸体。皇太极表示刘兴祚背叛了后金的信任，逃亡而被击杀，希望拿他的尸体示众。于是，刘兴祚被碎尸示众。
在后金军的大营之内，众目睽睽之下，刘兴祚的尸体被剖开胸腔，撕裂肠腑，以发泄皇太极和众多贝勒的怨愤。这场战斗中，刘兴祚率领八百骑兵对抗了大量后金军，进行了激烈的战斗和杀戮。刘兴祚最终以捐躯殉国的方式，实现了回归明朝的初衷。
刘兴祚的营地里有士兵逃往山海关，告诉孙承宗，刘兴祚阵亡了，中了两箭和两刀，尸体被带往八旗军大营。刘家侄子收拢残兵败将，撤退往山海关。孙承宗问详细经历，得知是后金军先抓获了永平城士兵，并问及刘兴祚的所在，后金军派出四千名精锐骑兵追击并围攻。刘兴祚射箭反击，以身殉国。孙承宗对此十分感慨，深感其忠勇之德。 刘家的刘兴基重整本家队伍，继续战斗。

## 陷永平迁安滦州
崇祯三年正月后，皇太极率八旗军在山海关和北京之间，攻陷了关内许多城市，包括三座大城市，永平、迁安、滦州。

### 永平破城
正月初，后金大军抵达永平城下，沿河伐树制造云梯。
皇太极准备趁夜偷袭永平城。命令阿山叶臣挑选二十四名勇士，组成突击队进行夜间偷袭。临行前皇太极吩咐攻城事宜，要求在攀登云梯时先让四人上去，然后每旁边再站两人，接着让另外四人快速上去，再次让十六人依次上去。最后，阿山叶臣亲自登上攻城梯。然后又命令八旗军，每个旗各派遣官员率领一千士兵前去协助攻城。
凌晨时分，八旗军排列云梯和盾牌，开始攻城。双方在黑夜中爆发战斗，守城明军用枪炮射击，很快城上发生了火药爆炸，导致城北的明军大量受伤。接着，八旗军乘势登城。黎明时，皇太极下令屠戮抵抗的明军，投降的俘虏不得妄杀。随后，八旗军占据在城墙上，环立等待天明。城内文武官员有一些自杀了，有一些逃跑了，还有一些人投降。天光大亮时，皇太极下令让巴克什达海、爱巴礼、宁完我、索尼、白格、喀木图、穆成格、高鸿中、麻登云等传达命令，手执黄旗在城墙上宣布，要求城内官民都剃发。又派遣贝勒济尔哈朗、萨哈廉和一些文臣达海等前去传达命令，不要杀害城中的官员，强调城内官民必须剃发。两个贝勒进入城内的仓库检查，停留在公署，并接见归顺的各官员。
当地官府仓库贮存了约一万石粮食，二万余两白银。
在破城战斗中，许多明军义勇死亡。辽军杨武营参将杨春战死，中军吕鸣云和赵飬忠都被射杀在城上。车左营千总罗峻和其兄生员某，战死。文官郑国昌及其中军程应琦，自杀。他们的妻子一同自杀。卢龙县教谕赵允殖率诸生守城战死，武举正科唐之靖和妻子冠带焚香西向再拜后自杀，东胜卫指挥张国翰和妻子一同死亡，乡兵中军房应祥在城墙上战死。经历薛敷宽奉差任务未归，其妻宋氏和两个儿子以及两个仆人共七人自缢。永平绅衿则中允廖汝钦在抵抗时战死，同知杨尔俊因义不削发并辱骂敌人而死，守备张继光在抵抗时战死，生员韩原洞在城墙上愤怒骂敌后死亡，周祚新、冯维京、胡赴鸿、胡光奎、田种玉及其全家都自缢，罗圻、罗世杰、田士俊、周士魁、刘可足、李文灿、刘安圻、武生张洪鸾、谷时进、管声元、杨时泰、丁应鳞等人都在抵御敌人时被射杀。
皇太极率大军至永平东门外山冈，八旗军穿上甲胄列队。城内的文武官员纷纷朝见皇太极，表达感谢不杀之恩。白养粹被任命为巡抚，负责管理永平及附近事务。孟乔芳、杨文魁被任命为副将，负责管理城内汉人兵丁。家住永平的汉兵被配发马匹、甲胄和弓箭。驻守永平的外地援军，兵器则被收回，并被遣返原籍。皇太极率领众贝勒进入城中，环视东街，经东门出城。城中的官民纷纷在街道下跪欢呼万岁。贝勒济尔哈朗、萨哈廉统领一万兵力，驻守永平城。随后，皇太极率领大军向山海关进发。
很快永平城招募了第一批汉人新兵，大约四百人，出发汇合皇太极。新入伍的汉兵在背上缝合白布，上面写着"新兵"字样，并驻扎在八旗军大营外。接着，皇太极观察汉人新兵，让他们前往附近村庄驻扎。
许多逃离永平的明军并没返乡，而是纷纷逃入附近的昌黎县，并且在昌黎继续抵御后金军。也有一些人逃往山海关，传递情报给祖大寿和孙承宗。

### 迁安投降
除夕前，辽军王承胤于沙河驿站郊外，遇到后金军先锋。这支后金军先锋组成较为精锐，由八旗军抽调每牛录（护）军五人、每行营兵十人，由台吉岳托、台吉萨哈廉、台吉豪格带队，合计四千后金精兵攻击五百辽军，仓促间辽军上山防守。后金军强攻山崖，期间一名镶红旗军官，觉罗鄂博恵，冲锋并阵亡。辽军失利撤退，王承胤带队到迁安县，准备入城防守。但迁安县文官以缺乏粮饷为由，拒绝了辽军入城。同时沙河驿站的武将投降归顺了后金军。沙河一战辽军伤亡许多士兵，无奈之下，王承胤带队返回到山海关。
后金占据永平，开始招降附近城市。迁安知县派使者抵达了永平城，并表态投降。后金军受降迁安，并下令让迁安当地的一名退休兵部官员觐见永平。
原任兵部左侍郎郭巩，逃出迁安，带领其家口至北京。其妾石氏留在迁安，自缢。迁安乡民高应观及其妻子侯氏、刘声远及其妻子杨氏、刘承教及其妻子张氏、王惠民及其妻子沙氏都选择了自杀而不受辱。郭巩在北京被下狱论死，之后又充军广西。

### 滦州投降
永平破城后，滦州知州杨燫，到达了山海关，请求孙承宗派兵支援滦州。于是孙承宗派遣祖大寿率军出发，至滦州进行防御。同时令滦州当地壮丁和士绅组成民兵，共同守卫城池。滦州城虽然小，但坚固，储备了足够的食粮，并有一千多名壮丁可以进行防守。然而辽军尚未到达，城中的士绅却夺取城门并逃跑，导致城内混乱和掠夺发生。杨燫写下了一首诗，自刎身亡。
其中包括曾任辽东经略高第，在战乱中率先逃亡，路上家财和妇女被抢劫一空，城市乡村都出现了劫掠暴乱。附近这一带的流氓强横暴行，比后金军更加恶劣。
滦州的文武官员抵达了永平，表态归顺后金。他们报告，城中流氓进行了抢掠行为，而官府仓库储存了一万九石的粮食和二百四十五两的白银，暗示请求后金军进驻滦州。
皇太极令固山额真纳穆泰和硕图、图尔格、顾三台各率领本部兵驻守滦州。皇太极令他们前去先观察滦州，如果城内的官民顺从，可以进入城市。如果不顺从，则用计谋拿下滦州。如果滦州抵抗，就准备云梯攻城。如果城内的兵力过强，无法攻城，就立即撤退。吩咐完毕，大军于后方压阵。然后游击高鸿中，库尔缠率领十人先前往诱使城门开放。
滦州百姓得知迁安已经投降，于是滦州官民出城，设立香案，迎接八旗军。 滦州生员郝冲和妻子刘氏，自缢。
后金大军进城，将城中的房舍，划分给满洲人占一半，而汉人占一半。清查官府仓库，有白银四百七十两和粮食一万九石。
皇太极任命了各地文武官吏，同时下令清查各大城市的官库，战果结算大约二万五千两白银，都交付给八旗军。
祖大寿率辽军出关西行，得到消息各地沦陷投降了。孙承宗随即发布命令，紧急调动祖大寿辽军返回山海关，准备防守。
孙承宗在山海关告诉朝鲜使者，从如今形势看，满桂在永定门惨败，证明各地的援军都无法依靠。同时永平城很大，因为兵力不足而失守了。山海关附近的小城抚宁，却被辽军守住了，证明只有辽军是可靠的。皇帝应该意识到辽军的重要性，朝野间也应该都明白袁崇焕和辽军的冤屈之事。

## 马世龙攻遵化
崇祯三年正月，后金军队正在进攻永平滦州迁安等地。蓟州城的马世龙召集众将领开会。计划趁虚而入袭击遵化城。副将官惟贤等人自愿参加这次行动。马世龙选派精锐部队由惟贤等人统率，并前往遵化城西的波罗湾。遵化后金军的八旗军和蒙古仆从军出城迎击，明军先锋则奋勇激战。旋即后金军队撤入遵化城，明军大队也抵达遵化城下。
后金军的守城兵射箭阻击明军，同时后金军整理队伍再次出城列阵。双方互相发射枪炮进行攻击，造成双方损伤。明军副将的官惟贤，游击张奇化，在战斗中被射中身亡。
直到傍晚，明军趁夜色撤退。收兵返回到蓟州城外的石门驿站。
清军胜利并追击，贝勒杜度结算战果，击败了明军约五千人，后金军缴获了马匹一千多。
当时北京有流言蜚语，传播说马世龙在遵化损失上万人。马世龙则表示明军只伤亡了三百多士兵，并要求朝廷派人调查在蓟兵马是否有大量士兵伤亡的情况。

## 刘之纶攻遵化
时后金侵掠京畿，刘之纶毅然请战，崇祯皇帝任命刘之纶以兵部官职，并资助招募万人军队。
崇祯三年正月，刘之纶率万人军队，在雨雪纷飞中誓师，激励将士。率军离京，到达通州时，守城的将官拒不接纳。他和将士们只好冒雨雪宿营于古庙中。这时言官趁此攻击他逗留。刘之纶很气愤，给崇祯上疏，说：“小人嫉妒，有事推卸责任，没事则挑拨是非，只因为臣骤然担任高官的侍郎职而惹起事端。请削去臣官，赐臣这骸骨还乡。”崇祯阅了奏疏，没有同意。之纶上奏军机，皇帝没有答复。刘之纶在遵化惨败，战后尸体被送回北京，箭没入头颅，拔不出来。金声用牙齿咬出来，把尸体交还到他家人。
根据清军的记载，先是杜度向皇太极汇报称，罗文峪关的蒙古部落击败了明军先锋的的两个营，并俘获了明朝的副将丁启明、一个游击和两个都司。皇太极接到报告后，命令八旗士兵整装出发，同时哨兵也俘获了一位明朝守备官。审问这位守备官得知，明朝派遣了八个营，副将有八人，游击有十六人，都司有十六人。前后合计明军大约有八千人，刘之纶率主力抵达了遵化城的十五里之外。
刘之纶驻扎在山上的营地中。皇太极命令代善用兵将山上的营地包围，招降刘之纶。然而，刘之纶不从，于是清军放开攻势，攻破了刘之纶的营地，歼灭了明军的大部分。刘之纶逃入石岩中，最终被总兵官楞额礼子穆成格射杀。这一天，清军击败了明军的五个营，生擒了一个游击和一个守备官。两天内前后共击败了刘之纶的七个营，只有一个营乘夜逃离战场。成功撤退者是辽军刘镇华队伍，逃回蓟州。

## 后金军攻山海关
当时各地乡民逃难，有五六万人涌入了山海关。孙承宗将下令设立腰牌以核实人员身份，并用十家牌法，每十个家庭为一个小组，互相监督。接着任命朱梅指挥山海关军队，派遣申其祐等人修筑城池。
此时山海关犹如徐达所筑的老旧城墙，已有二百六十年未经修整，如同窟窿和龛洞，各处护墙松动散落，只需一炮打上去就可能墙体裂开，且护城河也被淤积得很浅。孙承宗命令招募民夫，各队士兵和衙役共同协助，一个月内赶工修完工事，城墙修补平整，护城河池水广阔洋浩。
孙承宗又指派朱国仪、罗立等人专司火器，并按炮的大小进行分配，药弹也按数量进行分配，西洋大炮则根据地势的高低缓急进行布置。布置有红衣炮五十余具和普通火炮二千余具。 城内的号手静街鸣锣，吩咐有序送饭给军队。
正月初三，祖大寿率领大军进关，次日与何可纲、张弘谟先后拜见孙承宗。入关有骑兵步兵合计三万三百三十六名，夫役四百二十名，马一万四千九十五匹，车四百三十辆，骆驼牛三百三十头。
初四，行誓师礼。军队在演武场陈列，孙承宗率领诸将军向西面对皇帝叩头，向陛下表达忠诚。又向山川、社稷和旗帜大纛诸多神明，祈祷胜利。
演武场上，将士们齐声呼喊，声音如雷霆般响彻，金戈、甲胄和战马的光芒闪耀，阳光折射照亮天地，彰显威武飞扬的气势。孙承宗感慨，天下最雄壮的将领都在此处，最精锐的士兵都在此处。
皇太极亦率领大军抵达蓟州镇东部，与山海关相距三十里扎营，多次攻打附近的城市堡垒。

### 抚宁城
正月初六，祖大寿派遣黄惟正、孟道、祖可法和刘天禄，四位将领率领四个骑兵营，前往抚宁城驻守。后金军骑兵奔驰四处，窥视抚宁山海关各地，但不攻城。辽军蒙古人都司桑昂儿介率领三千蒙古士兵，与山海关相距三里外的龙王庙下扎营，以备迎截。祖大寿传令，若是有勇士袭击后金军队伍，所获得战利品都归属勇士本人，此外还将犒赏十两白银给勇士。
初九，后金军对抚宁发动猛攻，但被守军击退。
初十日，皇太极率领大军出动，距离山海关三十里外，于凤凰店列营三处。辽军副将官惟贤，率领各将领陈维翰、王成、李居正、郝尚仁等，士兵二千五百余名，设立奇正两个营以待命。
十二日，山海关朱梅派兵前往西边进行侦察，而士兵伪装成贫苦乞丐，侦察后金军营地人数等情况。
十三日，后金军派遣六甲骑，多次引诱明军出击，而官惟贤明军坚守阵地。正午时分，山湾处涌出后金军大批步兵骑兵，突袭明军营地。官惟贤明军以炮火齐发反击，从中午打到下午，后金军于当晚撤回抚宁。而抚宁城内明军以火炮射击后金军营，于是后金军撤退西行。
十四日，祖大寿派遣侦察兵，确认后金军已经撤离了。战况稍微平静，有数百名乡民聚集在山海关城门，要求出城寻找木材米粮，孙承宗允许乡民自行出城。
十五日，山海关营地运送一批火药至抚宁城内。至此明军守城胜利，孙承宗很高兴，说守城功劳属于祖大寿将军。
十七日，祖大寿在山海关检验士兵所上交的十七颗首级，对士兵奖励给予十七锭元宝，在城内以鼓乐引导队伍游行，欢送出城。以表彰各营功劳，夸耀战绩，激励士气。
十九日，抚宁城四将领带队骑兵出城，与后金军在郊外爆发一场战斗，辽军骑兵优势一路追击至永平城外，侦察发现皇太极大营。于是皇太极派兵出战，驱逐了辽军骑兵。
此战后，皇太极转移大军营地，离开永平，但是依然保持派兵侦察抚宁城一带。

### 昌黎城
孙承宗派遣辽军步兵，希望入驻昌黎城，但是昌黎城文官拒绝辽军入城。
初九，皇太极下令蒙古仆从军，敖汗、柰曼、巴林、扎鲁特部落攻打昌黎城。并宣布如果攻克城池，城中的财物可以任蒙古部落取走。
蒙古队伍先是派遣数十名骑兵至城下，招降昌黎县。县令左应选拒绝投降，集结乡兵守城。于是蒙古队伍开始攻城，从东北面进攻，排列七十多架攻城梯子，但云梯都被推倒了，攻城失败。
皇太极得知此事，再派遣达尔哈、喀克笃礼、顾三台、雍舜，率领一千人的兵力前往一起攻城。
初十，后金军攻击东面城墙，排列云梯三十多架，失败了。
十一日，后金军攻击西面城墙，排列云梯四十多架，失败了。
十二日，皇太极放弃进攻抚宁，并将所准备的攻具云梯盾牌，转移前往昌黎城。
十三日，皇太极调集大批队伍，下令进攻昌黎城，如有退缩逃避的士兵，当场斩杀。
攻城分成三个队伍，八旗军的右翼四旗攻击南面，左翼四旗攻击东面，蒙古仆从军以敖汉、柰曼、巴林、扎鲁特部落攻击北面。
后金军以火箭火炮攻击守军，并排列云梯一百多架，攻城士兵搭梯攀登。而守军投下滚木礌石、火炮鸟铳齐发，以大火焚烧云梯。后金军又以盾牌掩护至城下，计划凿城墙，但缺乏锹和钩，凿墙失败了。
战斗从黎明一直到下午才停止。皇太极于傍晚派遣使者劝降，左应选则杀了使者。皇太极下令焚烧城郊的房屋庐舍，然后撤退。
此时祖大寿队伍骑兵出击，巡逻肃清山海关至昌黎之间的道路。
十六日，辽军骑兵在郊野与后金军爆发战斗，并夺取了一些牛马。
十八日，昌黎文官派人至山海关，请求支援火药运至昌黎城，孙承宗派人送给。
左应选得知城外凤凰山处，云峰寺聚集一伙白莲教，趁机到处抢掠。于是左应选派遣乡兵剿匪，进攻寺庙并放火烧毁宫殿。至此昌黎城附近结束战斗。

### 乐亭城
正月二十七日。滦州城后金军派出队伍，图尔格依、库尔禅、高鸿中率领数百名士兵，前往劝降乐亭城官民。距离滦州五十里外的凌河各村，有一百多村民手持棍棒。后金军要求村民都剃发，并留在村庄中。
当后金军抵达乐亭城下，发现城墙四门都关闭，城上准备守城的滚木。后金军发出劝降信函，城上官员没回应是否投降，只说让后金军稍等片刻。一直等到夜晚，后金军撤走，沿途经过村庄，观察到此时村民都没剃发。
二月初四，乐亭城南三十里外，推城和邱口庄这两个村庄，有五人率领村民剃发归降后金军。于是后金军对他们给予十两白银的奖励，并送了告示和令旗，让他们返回乐亭。
当时孙承宗在山海关集结队伍，让蔡可贤、孙定辽、张存仁带队骑兵，都司刘雄带队步兵，前往乐亭城驻守，但是乐亭城拒绝辽军入城。
辽军在城外发现一支剃发队伍，分别是两名生员，三名官吏，而乐亭官吏在城下的古祠中设宴招待他们。于是辽军出击俘获了他们，并搜出了后金军对乐亭城招降信函。当地官吏提供五十两白银，希望贿赂辽军保密此事，但辽军撤回山海关并报告给孙承宗。
初七，孙承宗得知此事 ，派出五百名炮兵和骑兵，前往乐亭城驻守，确保城中官吏忠于明朝。骑兵到达城外时，有一千多村民戴着后金的帽子，挥舞后金的旗帜迎接骑兵，而辽军当场夺下旗帜，斩杀几人后，其余村民都跑光了。
最终，辽军进入乐亭城驻守。滦州城后金军没收到回信，意识到劝降失败，放弃了派兵劝降乐亭城。

### 建昌城
正月二十二日，皇太极发出二千两白银，收买建昌城武将完全归顺后金。
二十六日，皇太极下令，调动建昌军的守备张文贤带队，驻守长城冷口，配合后金军侦察明军动向。
二月初，孙承宗筹集六百两白银，令朱梅带队前往山海关附近的城堡台头、燕河，犒赏明军，并尝试在建昌城收买内应。
初七，祖大寿率领大军，抵达建昌城下。而城中内应捆绑了高级将领，交给祖大寿，自此明军兵不血刃收复建昌城。于是祖大寿先挑出背叛明朝的十九个人，全部斩杀于市场上。并挑出将罪大恶极的叛徒，发送山海关，交由孙承宗处理。初八收复建昌捷报传至孙承宗， 初九首恶押送至山海关。
孙承宗先是将叛徒在市场上枭首，并下令派兵驻守建昌城内。祖大寿选出二千多骑兵，以刘应国、刘源清、钟宇带队驻守。
十一日，有后金军队伍出现于建昌城下，并在城外烧毁关厢房屋。建昌城驻军出城迎战，驱逐了后金军。

### 三屯营
正月，马世龙在蓟州集结五千士兵，由杨肇基带队，进入三屯营驻扎。
十八日，明军杨肇基进入三屯营，此时三屯营内很缺乏粮饷，有些将领出私房钱凑了一百余两白银，给每名士兵分了铜钱十三文，结果很多士兵都逃跑了。
皇太极得知三屯营战况，于是率大军抵达城外西侧，并派人送信要求三屯营投降。杨肇基拒绝了投降，并指挥明军在城内外设立阵地，布置大量火器枪炮，严密防守。
皇太极下令纵火焚烧城外的房屋庐舍，然后率八旗军撤退。
此后，皇太极派遣队伍前往三屯营附近，烧掠三屯营至丰润城之间的补给线道路，抢夺了四十匹马的米面运输队伍。
杨肇基派人抵达山海关，请求孙承宗发骑兵支援三屯营，于是祖大寿挑选派出五百名蒙古人骑兵，支援三屯营。
在补给线道路旁有一处铁厂，辽军骑兵遭遇后金军队伍，双方爆发战斗，后金军撤走了。辽军骑兵则一直驻扎于三屯营，保护补给线道路，直到战事结束。

### 玉田洪桥伏击战
二月，遵化后金军多次派出轻骑兵，游荡在丰润城、玉田城之间，拦截在山海关至北京之间的道路。
有次，后金军的五十人骑兵小队巡逻，遭遇明军的十人侦察兵小队，杀得明军小队只剩下一个人活着逃回蓟州城。
蓟州马世龙，召集吴阿衡、吴自勉、宋伟、曹鸣雷、贾克忠等将帅进行军事会议，决定派兵出击。
以辽军游击曹文诏带队，集合参游王承胤、张叔嘉，都司王成、李居正、左良玉、薛光胤、马献图等队伍，前往玉田、枯树洪桥等地设伏
曹文诏被赐予令旗和军法刀，看见在战场上退缩的明军士兵，可以立即斩杀。
初九，后金军的蒙古人恩格德尔队伍，至玉田城外，在洪桥村庄一带掠夺，遭遇明军大约三百步兵，于是后金军发起了追击。
明军伏兵出动，三千名骑兵包围进攻后金军队伍。而后金军且战且退，从上午打到下午，撤回遵化城。同时遵化城内的后金军也出动，大张旗鼓，反击城外明军。于是明军迅速撤走，遗弃了一百多疲劳马匹。此战，后金军损失三十人。

### 太平寨
皇太极召集部下议论军事，认为这是上天赐予后金的好机会，山海关、锦州等地防守严密，后金军若进攻则得不偿失。所以后金军应当深入明朝内地，攻取无备的城邑才是可行的，且可以骚扰农民，破坏明朝战争潜力。
又询问了归顺后金的总兵麻登云、郎中贾维钥、副将杨文魁、孟乔芳、游击杨声远、臧调元。皇太极曰，明国君对待如此众多将士的命运，竟视如草芥，常驱赶进入死地。后金屡次派使者议和，明朝为何没回复一次？
麻登云回答，大臣图谋自保，对于议和的事情，因恐惧皇帝而不敢上报。若上报了却被听之任之，那当然是好事。但如果上报后却惹怒皇帝，大臣亲族将会被残害灭绝，所以不敢言说。
二月十一日，皇太极派兵前往太平寨，劝降当地明军。太平寨拒绝投降，并且说一旦投降，后金军却撤出关外，然后明军再次收复城池，投降叛徒将会被屠杀，所以守军害怕明朝报复而不愿归顺后金军。
皇太极分析，如果后金军不攻打昌黎，那么像太平寨这样的小城自然会归附。但守军听说昌黎坚守不降，而后金军攻城失败，所以明军认为有可能守城胜利才不愿投降。至于后金军撤走后的明朝报复屠杀，确实值得担忧。
二月下旬，孙承宗告诉皇帝，辽军已经半年没得到饷银了，朝廷拖欠辽军饷银高达一百多万两白银。辽东各地官府凑集八万两白银，官吏又向商贾贷入十二万两白银，孙承宗先将这二十万两白银发给辽军，并请求皇帝尽快运送饷银。为此，孙承宗特意派兵驻扎在山海关附近的港口。辽军何可纲、张弘谟、金国奇带兵巡逻沿海港口，肃清了附近的后金军，解救被俘汉人一千多，牲畜二百多。
在二月，皇太极停止攻势，转而清点粮草仓库、战马牲畜情况。 因为日前大战消耗兵器过多，又下令八旗军工匠打造兵器，每旗准备梅花箭二三百支。
各地八旗军则报告皇太极，军马喂养得基本肥壮，粮草收集充足。于是皇太极下令，八旗军尽可能在各地收集牲畜，财帛和布匹等各类物资，再强调马匹必须治疗健康，保持喂养肥壮。

## 皇太极班师北上
皇太极从十月开始，攻破长城，直抵北京。然后又转战各地，先后征服了遵化、永平、迁安和滦州等地，最终决定班师北上。
于是皇太极下令，将阿巴泰、济尔哈朗、萨哈廉等贝勒，以及索尼、宁完我喀木图等文臣率领正白、镶红、正蓝三旗的留守士兵驻守永平府。而鲍承先、白格等文臣，则率领镶黄、镶蓝两旗的留守士兵驻守迁安县，因为滦州是前线，让固山额真图尔格和纳穆泰等人作为帅，与库尔缠、高鸿中等文臣一起，率领正黄、正红、镶白三旗的留守士兵驻守该地。同时，察哈喇也被任命为帅，与范文程等文臣一起，率领蒙古和八旗军的留守士兵驻守遵化。
皇太极驻扎滦河，并下令，驻守各地城市的八旗军将士，带着骆驼，抵达大本营，进行论功行赏。表现出勇敢立功的人将得到晋升，而虽然有功但不适合授予职位的人则不会被晋升，但仍会得到奖赏。而在战斗中退缩的人将被撤职并被惩罚。
皇太极宣布，明朝的臣民如果愿意归附后金，则是后金的臣民。皇太极要求诸贝勒大臣严厉管束将士，若杀害归降的人，凶手则鞭一百，刺耳，并罚钱给被杀之人的家庭。行窃者，勒令赔偿所窃之物，并鞭八十二，刺耳。抢掠者，亦按盗窃论罪。对于牛录额真、章京等官员，如果不了解犯罪情况的话，要按照失职的规定进行处理。如果知情而不举报，将与首犯一同受罚。
二月十六日，皇太极驻扎遵化，集结大军，过长城董家口，班师北上沈阳。
马世龙等明军将帅驻扎蓟州，打算趁机攻取遵化，并咨询孙承宗的相关意见。孙承宗表示，当后金军撤离经过董口、大安，不必阻拦。
后金军的大部队已经北上班师，车队载满了战利品和辎重物资。同时还留下了部分殿后的军队，而殿后的队伍则渴望得到更多的战利品，必然会努力战斗追求胜利和财富。孙承宗认为，遵化一带的边关，道路崎岖难行，明军很难补给，主客倒转，明军劳饥，后金军逸饱。明军如果出动一两万军队围攻遵化城，不可能像鹰隼一样快速破城。同时围城明军缺乏足够粮草供应兵马，围攻三天还不破城，明军就已经耗尽补给了。
明军内部有的将帅表示，遵化的后金军很少，可以一举攻破，立下大功劳。孙承宗批判了这种想法，认为刘策、刘之纶等人都战败于遵化，必须承认遵化防守严密。
他引用一句格言：“勿遏归路”，非放弃堵截，而是打击敌人的漏洞。孙承宗下令各个城市的明军都继续防守，可以派出少量队伍骚扰后金军，但明军不能出动大部队。孙承宗又表示，山海关的辽军很缺乏饷银和粮食，官兵对于饥饿的担忧，还超过了对敌人的担忧。官员和商民协定，官府贷入商民的金钱和粮食，勉强维持军队的补给，因此山海关大军很难出征。
皇太极班师行军一路上经过了许多蒙古部落的地区。二十二日，遇到了一股明军，八旗军出动围剿，在山区斩杀了数十名明军。二月三十日，皇太极大军渡过辽河，抵达沈阳城外。

## 永平双望伏击战
山海关一带的明军因为缺乏粮饷，所以孙承宗只计划作短距离的出征范围，在永平城外打一次伏击战。城外有许多山冈地形可以埋伏，孙承宗计划以三个队伍分散埋伏在三个地点，在山岗上设置侦察兵，且以双望本土人作为向导。先利用一支轻骑兵作为诱饵，吸引后金军发起进攻，引入埋伏圈内，再让明军伏兵四面夹击。
三月上旬，山海关官吏准备粸炒干粮约二百石，且官府贷入民间白银数百两，赏赐给辽军内蒙古人官兵。
初十一，祖大寿集结各路骑兵队伍，以副总兵张弘谟、参将祖大乐、游击罗景荣、都守刁儿计、靳国臣等将领为伏击阵地的中路。刘应国率领四名将领，为伏击阵地的右翼。张存仁率领三名将领，为伏击阵地的左翼。三路伏兵各带二千骑兵，合计六千骑兵。祖大寿亲统副总兵何可纲、坐营都司吴襄、游击祖泽洪、都守孟继孔、梁邦弼等将领，作为大本营在后方准备接应。
初十三，明军抵达永平城外的双望山林。祖大寿先发红旗守备丁思信、楚计功，领轻骑兵二百，至永平城下挑衅后金军队。
永平城很快发现了明军轻骑兵，于是后金军队出动，贝勒济尔哈朗、阿巴泰、萨哈廉、令图鲁什等，（各）率兵四十人出击。又派出巴都礼、屯布禄等，（各）带领一百士兵跟进。出城的后金军汇合，以图鲁什带队，合计大约数百士兵，一路追击明军轻骑兵，奔跑十余里直入山冈密林之内。
明军在半山腰出动，队伍弥漫下山，如同雪花云彩在空中飞舞，明军各路伏兵包围了后金军队。战斗时大风扬起沙尘，乡村的义勇也远远传播支援明军的呼声。
后金军的屯布禄队伍，携带军旗大纛先撤退，其余队伍且战且退。巴都礼队伍陷入苦战，其弟弟课约，战马被射中倒下。战斗从中午打到夜晚，图鲁什带队撤退至永平城下东门，明军中路副总兵张弘谟、参将祖大乐追杀至东门下。图鲁什又带队撤至北门，但刘应国右翼也直抵北门，张存仁也抵达南门，围堵图鲁什队伍。
永平城的后金将领阿巴泰、济尔哈朗、萨哈廉等，集结军队，出城反击明军，并接应城外图鲁什队伍。明军各路汇合，且战且退，收兵返回抚宁城。
战果结算，明军斩杀首级为二十三级，都是八旗精锐骑兵。明军对八旗将领亲兵，称作曰，伯言，或曰，摆彦，此专门负责战斗。明军击杀了一些八旗军官，其中有一名军官级别较高，所带马匹、盔甲、旗帜和鞭辔都是精良的，还有许多金银龙凤等装饰品。据八旗军记录，此战损失包括一名正蓝旗军官，布尔机，阵亡了。
双方伤亡大约各数十。

## 马世龙攻大安口
崇祯三年四月上旬，马世龙率数千明军，会同总兵宋伟、副总兵谢尚政、曹文诏、金日观等将领，尝试了进攻大安口，初期奇袭成功并收复了大安口。 当时大安口城内并无驻军，于是城内的汉人开启城门，迎接了明军。驻守在遵化的后金军总兵官乌纳格和参将察哈喇，立即率领八旗军反击大安口并胜利，缴获了明军许多马匹。马世龙明军失利并撤出了大安口。此战八旗军损失大约二百五十， 明军损失大约八百。 尽管明军打了败仗，兵部依然赏赐了参战将领。

## 明收复遵永四城
详情参见条目：“遵永大捷”
后金汗皇太极派大贝勒阿敏、贝勒硕托领五千兵入关，与驻守滦州（今河北省滦县）、永平（今卢龙县）、迁安、遵化四城的阿巴泰换防。五月，明朝兵部尚书、大学士孙承宗督理军务，重新组织力量，由山西总兵马世龙、锦州总兵祖大寿、山东总兵杨绍基等统兵进攻滦州，各乡武装三万余人自办粮草，协同攻城。阿敏在永平得知滦州被围，派大臣巴都礼领兵数百赴援。为了缩短战线，将迁安后金守兵撤至永平。明军歼灭巴都礼所率军队，用红夷大炮轰击滦州城，尽毁城楼。后金守将纳穆泰率众力战不支，五月十二日夜，弃城逃向永平，途中遭到明军拦截，损失将士四百余人。阿敏连续受挫，下令全线撤军。亲率大军出山海关，返回沈阳。明军收复滦州等四城。
当时明朝天下各地纷纷派遣援军勤王，包括关内、宁、蓟州、昌平等地的军队，总数可达三十万人。经过七个月的战斗和防守，先后夺回约四座大城市、四十座关卡堡垒。宣布先后累计斩杀后金军九千余人，成功守住了许多阵地，在关内有千里范围，辽东则有四百里防线，坚守住了大城市有二十座，堡垒共有六十座。
明朝文武功勋，共有七千九百余人表现出色，有功劳的士兵达到二万余人。崇祯皇帝对孙承宗说，卿作为纶阁元臣，展现了卓越的功绩，朕心悦诚服，舆论都期待着卿的带领，切勿推辞。
大战尘埃落定，而多数战绩都属于袁崇焕所训练的辽东军队，当时一些大臣和辽军祖大寿为袁崇焕求情。
1630年（明崇祯三年、后金天聪四年）八月，崇祯帝凌迟处死袁崇焕。《明史》评价“边事益无人，明亡征决矣”。

## 後果
[[Category:]]
己巳之變之後清軍曾先後五度入長城，其中兩次打到北京城，最远的一次侵犯到山东济南，皆大舉劫掠而歸。例如崇祯九年（1636年）五月，皇太极第二次攻入长城，遍蹂京畿，历时四个多月，明称“丙子虏变”。崇禎九年（崇德元年，1636年），清軍第三次入塞，宣大總督梁廷栋與兵部尚書張鳳翼无兵无饷，自知死罪難逃，每日服食大黃取瀉求死。
崇德三年（崇祯十一年，1638年），清軍第四次入塞，盧象昇拼死奋战，最後阵亡。崇禎年間明廷始終和戰不定，在清軍與流寇之間陷入兩面作戰之困境。崇祯十二年（1639年），洪承畴奉命鎮守蓟辽边境，給予李自成、张献忠趁勢崛起的機會。崇祯十三年（1640年）三月，洪承疇在松錦之戰戰敗被清軍俘獲，崇禎十六年（1643年）十月初三，孫傳庭部被李自成部殲滅，自此明朝內外盡墨，明朝難免滅亡的命運。